# Cryptocheles
Cryptocheles är ett släkte av kräftdjur som beskrevs av Sars 1870. Cryptocheles ingår i familjen Hippolytidae.
Släktet innehåller bara arten Cryptocheles pygmaea.